# Madame Ballet (pera)
Madame Ballet es el nombre de una variedad cultivar de pera europea Pyrus communis. Esta pera está cultivada en la colección de la Estación Experimental Aula Dei (Zaragoza). Esta pera variedad antigua, es originaria de Francia, tuvo su mejor época de cultivo comercial antes de la década de 1960, y actualmente en menor medida aún se encuentra.  Las frutas tienen una pulpa de color blanco, amarillenta bajo la piel, con textura medio firme, algo pastosa, poco jugosa, y sabor dulce y aromático, bueno.

## Sinonimia
- "Poire Madame Ballet",[7][8]
- "Pera Madame Ballet" en España.[9][10]

## Historia
La variedad de pera 'Madame Ballet' fue obtenida en Francia en 1894, por el Sr. Ballet, vivero en "Parenty", cerca de Neuville-sur-Saône (Ródano), quien la comercializó en 1894.
Consta una descripción del fruto: Hedrick, 1921 : 456; Delbard 1947 : 100; Soc. Pom. France, 1947 : 320, y en E. E. Aula Dei.
En España 'Madame Ballet' está considerada incluida en las variedades locales autóctonas muy antiguas, cuyo cultivo se centraba en comarcas muy definidas. Se caracterizaban por su buena adaptación a sus ecosistemas y podrían tener interés genético en virtud de su adaptación. Se encontraban diseminadas por todas las regiones fruteras españolas, aunque eran especialmente frecuentes en la España húmeda. Estas se podían clasificar en dos subgrupos: de mesa y de cocina (aunque algunas tenían aptitud mixta).
'Madame Ballet' es una variedad clasificada como de mesa, difundido su cultivo en el pasado por los viveros comerciales y cuyo cultivo en la actualidad se ha reducido a huertos familiares y jardines privados.
La pera 'Madame Ballet' está cultivada en diversos bancos de germoplasma de cultivos vivos tales como en National Fruit Collection con el número de accesión: 1972-008 y nombre de accesión: 'Marguerite Marillat'. También cultivada en la colección de la Estación Experimental Aula Dei de Zaragoza con el nombre de accesión 'Madame Ballet'.

## Características
El peral de la variedad 'Madame Ballet' tiene un vigor medio y proclive a la vecería; floración 19 de abril con floración del 10%, el 23 de abril una floración completa (80%), y para el 3 de mayo tiene una caída de pétalos del 90%; tubo del cáliz en embudo con conducto corto.
La variedad de pera 'Madame Ballet' tiene un fruto de tamaño medio a grande (peso promedio 171,00 g); forma ovoide o piriforme, sin cuello o con cuello ligero, asimétrica, contorno muy irregular, fuertemente ondulado y con tendencia a pentagonal; piel lisa, brillante; con color de fondo amarillo intenso o verdoso, chapa variable, desde prácticamente inexistente hasta cubrir medio fruto, pasando de levemente sonrosada a rojo amoratado claro, presenta un punteado abundante de diverso tamaño poco perceptible de no ser ruginoso o estar situado sobre la chapa donde destaca por claro y por su aureola carmín inapreciable sobre el fondo, hay ligeras zonas ruginosas-"russeting", no constantes en la base del pedúnculo y alrededor del ojo, "russeting" (pardeamiento áspero superficial que presentan algunas variedades) de medio a alto (26-75%); pedúnculo de longitud mediano, fuerte, leñoso, engrosado en ambos extremos, a veces con pequeñas protuberancias carnosas, ruginoso, curvo o recto, implantado generalmente derecho; cavidad del pedúnculo estrecha y poco profunda, ondulada o mamelonada; anchura de la cavidad calicina de anchura media, profundidad variable, con el borde ondulado o mamelonado, el interior, a veces, surcado; ojo variable, pequeño, cerrado o semicerrado; sépalos convergentes o grande y abierto, con los sépalos extendidos en forma de estrella.
Carne de color blanco, amarillenta bajo la piel; textura medio firme, algo pastosa, poco jugosa; sabor dulce y aromático, bueno; corazón de tamaño mediano. Eje lanceolado, largo, generalmente relleno. Celdillas grandes, elípticas. Semillas de tamaño grandes, elíptico-alargadas, puntiagudas, espolonadas, color castaño oscuro, no uniforme.
La pera 'Madame Ballet' madura entre otoño e invierno.

## Susceptibilidades
Fruta amateur de cultivo en huertos y jardines particulares.  
Es una variedad susceptible a la sarna y debe plantarse en un lugar cálido y aireado. No parece haberse aclimatado en la región de París a pesar de la selección de sujetos e injertos de los que ha sido objeto.
No son autofértiles. Por tanto, es necesario plantar otro peral cerca, preferiblemente en un radio de 50 m. Sus principales polinizadores son las variedades 'Williams' Bon Chretien', 'Comtesse de Paris', 'Conference' y 'Bonne Louise d'Avranches'.